# Vera Volosjina
Vera Danilovna Volosjina (ryska: Вера Даниловна Волошина), född 30 september 1919 i Sjtjeglovo i Sjtjeglov ujezd i guvernementet Tomsk (nu Kemerovo i Sibiriska federala distriktet i Ryssland), död 29 november 1941 i Golovkovo, var en sovjetisk partisan och motståndskvinna.
Efter det att Nazitysklands invsion av Sovjetunionen inletts i juni 1941 deltog Volosjina i att gräva stridsvagnshinder i området runt Moskva. När hon utförde sabotageverksamhet mot den tyska armén i slutet av november 1941, blev hon allvarligt sårad och tillfångatogs av tyskarna i Naro-Fominsk. Den 29 november avrättades Volosjina genom hängning. Innan hon dog, sjöng hon Internationalen. Postumt förärades hon med Fosterländska krigets orden av första klassen.
Samma dag avrättades Zoja Kosmodemjanskaja.

### Webbkällor
- ”Vera Danilovna Voloshina”. http://www.rowdiva.com/Voloshina.html. Läst 23 mars 2019.